# Људска права у сајберспејсу
Људска права у сајберспејсу релативно су нова и недефинисана област закона. Савет за људска права Организације уједињених нација наводи да слобода изражавања и информисања у складу са чланом 19. (став 2) Међународног споразума о грађанским и политичким правима обухвата и слободу примања и преношења информација, идеја и мишљења путем интернета.

Важна реченицу представља члан 19. (став 3) споразума који предвиђа: 
 Коришћење слобода предвиђених у ставу 2. овог члана повлачи посебне дужности и одговорности. Оно се, према томе, може подвргнути извесним ограничењима која ипак морају бити изричито утврђена законом и која су неопходна: 
 (а) за поштовање права или угледа других лица; 
 (б) за заштиту националне безбедности или јавног поретка, или јавног здравља и морала. 
 Савет тврди да „иста права која имају лица ван мреже морају да буду заштићена и на мрежи” (посебно поменувши слободу изражавања). Сматра се да та слобода информисања мора бити уравнотежена с другим правима. Поставља се питање да ли се разликују очекивања људских права у сајберспејсу.